# Murat (Cantal)
Cet article possède des paronymes, voir Morat et Muret (Haute-Garonne).
Pour les articles homonymes, voir Murat.
Murat est une commune française située dans le département du Cantal en  région Auvergne-Rhône-Alpes.
Elle naît de la fusion, le 1er janvier 2017, de l'ancienne commune de Murat (commune déléguée) avec la commune de Chastel-sur-Murat sous le statut de commune nouvelle.
Murat possède de nombreux labels : depuis 2015, la commune est Petites Cités de Caractère. En 2020, elle obtient également le label Ville et Métiers d'Art.
La cité est jumelée depuis 1982 avec la ville d'Olonne-sur-Mer, en Vendée.

## Géographie

### Localisation
Située au pied du volcan cantalien, la ville est entourée de trois anciennes cheminées volcaniques : les rochers de Bredons et de Chastel-sur-Murat avec leurs chapelles romanes, et le Rocher de Bonnevie surmonté de la vierge Notre-Dame de la Haute-Auvergne.
La commune est depuis tout temps considéré comme le carrefour de la Haute-Auvergne du fait de sa position centrale dans la région.
La ville de Murat est située au cœur des monts du Cantal : le puy Mary, le Plomb du Cantal, les plateaux du Cézallier et les plateaux du Limon. Elle est à 22 km de Saint-Flour et à 49 km d’Aurillac.
Les communes limitrophes sont Virargues, La Chapelle-d'Alagnon, Albepierre-Bredons, Laveissière, Dienne et Chavagnac.
| Dienne      |                    | Neussargues en Pinatelle |
| Laveissière | Murat              | Virargues                |
|             | Albepierre-Bredons | La Chapelle-d'Alagnon    |

### Hydrographie
L'Alagnon, le ruisseau de Chaumeil sont les principaux cours d'eau parcourant la commune.

### Climat
Pour des articles plus généraux, voir Climat d'Auvergne-Rhône-Alpes et Climat du Cantal.
En 2010, le climat de la commune est de type climat de montagne, selon une étude du CNRS s'appuyant sur une série de données couvrant la période 1971-2000. En 2020, Météo-France publie une typologie des climats de la France métropolitaine dans laquelle la commune est exposée à un climat de montagne ou de marges de montagne et est dans la région climatique Ouest et nord-ouest du Massif Central, caractérisée par une pluviométrie annuelle de 900 à 1 500 mm, maximale en automne et en hiver.
Pour la période 1971-2000, la température annuelle moyenne est de 8,5 °C, avec une amplitude thermique annuelle de 16,2 °C. Le cumul annuel moyen de précipitations est de 1 167 mm, avec 12,4 jours de précipitations en janvier et 7,9 jours en juillet. Pour la période 1991-2020, la température moyenne annuelle observée sur la station météorologique de Météo-France la plus proche, « Le Lioran_sapc »sur la commune de Laveissière à 5 km à vol d'oiseau, est de 7,0 °C et le cumul annuel moyen de précipitations est de 2 129,1 mm,. Pour l'avenir, les paramètres climatiques de la commune estimés pour 2050 selon différents scénarios d'émission de gaz à effet de serre sont consultables sur un site dédié publié par Météo-France en novembre 2022.

## Urbanisme

### Typologie
Au 1er janvier 2024, Murat est catégorisée bourg rural, selon la nouvelle grille communale de densité à 7 niveaux définie par l'Insee en 2022.
Elle est située hors unité urbaine et hors attraction des villes,.

### Logement
En 2022, le nombre total de logements dans la commune était de 1 388, alors qu'il était de 1 327 en 2016 et de 1 323 en 2011.
Parmi ces logements, 63,2 % étaient des résidences principales, 14,8 % des résidences secondaires et 22 % des logements vacants. Ces logements étaient pour 56,1 % d'entre eux des maisons individuelles et pour 43,7 % des appartements.
Le tableau ci-dessous présente la typologie des logements à Murat en 2022 en comparaison avec celles du Cantal et de la France entière. Une caractéristique marquante du parc de logements est ainsi une proportion de logements vacants (22 %) supérieure à celle du département (11,5 %) et à celle de la France entière (8 %). Concernant le statut d'occupation des résidences principales, 56,4 % des habitants de la commune sont propriétaires de leur logement (56 % en 2016), contre 71 % pour le Cantal et 57,5 pour la France entière.
| Typologie                                               | Murat | Cantal | France entière |
| ------------------------------------------------------- | ----- | ------ | -------------- |
| Résidences principales (en %)                           | 63.2  | 67,9   | 82,3           |
| Résidences secondaires et logements occasionnels (en %) | 14,8  | 20,6   | 9,7            |
| Logements vacants (en %)                                | 22    | 11,5   | 8              |

## Toponymie

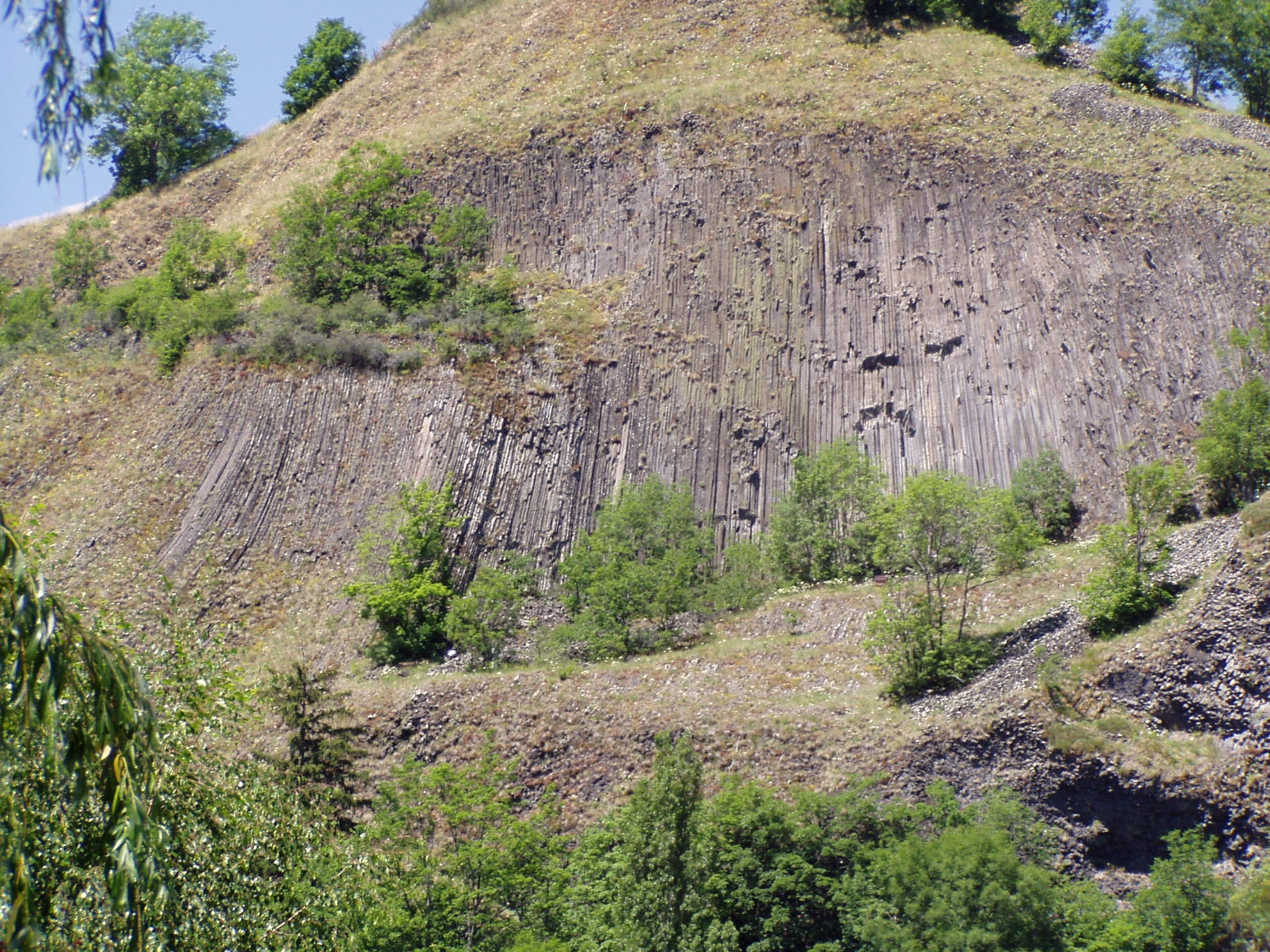
Orgues du rocher de Bonnevie.

Attestée sous les formes Muratum en 1095, de Murat en 1279.
Certains toponymistes amateurs ont tenté de faire dériver Murat de la langue celtique, le mot signifiant à leurs yeux « roc escarpé ».
Il est actuellement retenu que le toponyme vient du terme générique de langue occitane Murat qui désigne, notamment au Moyen Âge, un village fortifié. C'est un toponyme occitan fréquent que l'on retrouve par exemple à Murat-sur-Vèbre, dans le Tarn.
Ce terme d'ancien occitan est lui-même une dérivation directe du latin muratus, qui signifie « agglomération entourée de murs »,. La ville corse de Murato vient également de cette racine latine via la langue corse.

## Histoire
Au XIe siècle, Murat est une vicomté puissante, fortifiée, dotée d’un château construit sur le rocher de Bonnevie par la famille des vicomtes de Murat. Au XIIe siècle, cette vicomté est à son apogée : elle compte 25 châteaux forts, 29 châteaux, 59 villages et 110 fiefs. La commune cantalienne abritait une population active d’artisans, de commerçants et de juristes. Ses foires médiévales et marchés aux fromages, blés et bestiaux étaient renommées dans la région. En 1415, la vicomté de Murat est annexée à celle de Carlat.
La vie à Murat devient plus compliquée au XVIIe siècle, de nombreuses famines et épidémies dépeuplent les campagnes. Paradoxalement, c’est à la même époque que le commerce se développe le plus.
Quelques décennies plus tard, pendant la Révolution française, les révolutionnaires exigent que leur commune prenne une place importante, Murat devient alors chef-lieu d'arrondissement jusqu'en 1926. De nombreuses évolutions ont lieu par la suite dans la commune, notamment l’arrivée du chemin de fer en 1866, qui permet un désenclavement de la commune.
Au cours du premier conflit mondial, la commune perdra plus de 120 de ses fils mais la période la plus tragique de la ville intervient cependant durant la Seconde Guerre mondiale, en juin 1944. Cette période marquera à jamais l’histoire de la commune : dans la foulée des combats du Mont Mouchet, et en représailles à la mort du Capitaine SS Geissler, chef de la Gestapo en Auvergne, par un groupe de maquisards, l’armée allemande procéda à une rafle arbitraire de 115 Muratais, tous déportés au camp de concentration de Neuengamme. 75 d’entre eux n’en revinrent jamais … De ce fait, Murat est devenue le symbole de la déportation cantalienne. Le Mémorial des déportés de Murat ouvert en 2009 relate ces drames.
Durant la Seconde Guerre Mondiale, trois femmes à Murat ont œuvré pour loger et protéger des personnes juives : Alice Ferrières, Marthe Barnet Cambou et Marie Sagnier, respectivement directrice et enseignantes de l’école primaire supérieur de jeunes filles. Avec la complicité de leurs élèves elles ont permis de cacher, héberger, nourrir, faire travailler et passer plusieurs dizaines de personnes juives et les sauver ainsi d’une potentielle arrestation. Elles ont été reconnues ensuite comme Justes parmi les nations.

## Politique et administration

### Liste des maires
| Période      | Période                   | Identité        | Étiquette | Qualité |
| ------------ | ------------------------- | --------------- | --------- | --- |
| janvier 2017 | En cours (au 28 mai 2020) | Gilles Chabrier | DVD       | commerçant 1er vice-président de Hautes Terres Communauté, chargé de l’économie, du tourisme et de la communication (2020 → ) conseiller départemental du canton de Murat (2021 → ) |

### Communes déléguées
| Nom               | Code Insee | Intercommunalité | Superficie (km2) | Population (dernière pop. légale) | Densité (hab./km2) |
| ----------------- | ---------- | ---------------- | ---------------- | --------------------------------- | ------------------ |
| Murat (siège)     | 15138      |                  | 6,5              |                                   |                    |
| Chastel-sur-Murat | 15044      |                  | 13,79            | 119 (2014)                        | 8,6                |

## Population et société

### Démographie

#### Évolution démographique
L'évolution du nombre d'habitants est connue à travers les recensements de la population effectués dans la commune depuis sa création.

En 2022, la commune comptait 1 770 habitants, en évolution de −7,57 % par rapport à 2016 (Cantal : −1,08 %, France hors Mayotte : +2,11 %).
| 2015  | 2016  | 2017  | 2022  |
| ----- | ----- | ----- | ----- |
| 1 951 | 1 915 | 1 878 | 1 770 |

#### Pyramide des âges
La population de la commune est relativement âgée. En 2022, le taux de personnes d'un âge inférieur à 30 ans s'élève à 22,1 %, soit un taux inférieur à la moyenne départementale (26,4 %). À l'inverse, le taux de personnes d'un âge supérieur à 60 ans (44,9 %) est supérieur au taux départemental (37,3 %).
En 2022, la commune comptait 829 hommes pour 941 femmes, soit un taux de 53,16 % de femmes, supérieur au taux départemental (51,01 %).
Les pyramides des âges de la commune et du département s'établissent comme suit :
| Hommes | Classe d’âge | Femmes |
| ------ | ------------ | ------ |
| 1,8    | 90 ou +      | 6,8    |
| 12,8   | 75-89 ans    | 16,6   |
| 24,7   | 60-74 ans    | 26,4   |
| 20,1   | 45-59 ans    | 17,7   |
| 15,6   | 30-44 ans    | 13     |
| 13,3   | 15-29 ans    | 8,3    |
| 11,7   | 0-14 ans     | 11,3   |

| Hommes | Classe d’âge | Femmes |
| ------ | ------------ | ------ |
| 1,2    | 90 ou +      | 3,1    |
| 10,1   | 75-89 ans    | 13,5   |
| 22,9   | 60-74 ans    | 22,6   |
| 21,8   | 45-59 ans    | 20,5   |
| 16,1   | 30-44 ans    | 15,2   |
| 13,8   | 15-29 ans    | 11,9   |
| 14,2   | 0-14 ans     | 13,3   |

### Manifestations culturelles et festivités
Murat est une cité très vivante. De nombreux événements se succèdent au fil des mois :
- La Fête des Cornets : depuis 2005, cette manifestation, dans le cadre d’un banquet-spectacle, met à l’honneur la pâtisserie emblématique de ville : le cornet de Murat. Son succès immédiat, puis son rayonnement régional (et même au-delà), font de ce biscuit roulé à chaud en forme de petite corne l’invité d’honneur sur toutes les tables du Cantal et de tous les restaurants de la diaspora cantalienne. Il se déguste aussi bien avec des garnitures salées que des garnitures sucrées qui sont proposées chaque année aux 15.000 visiteurs d’un jour, en même temps qu’un programme copieux d’animations de rue : théâtre, magie, musique... Sa renommée est telle qu’elle fait régulièrement l’objet d’un reportage au journal télévisé de 13h de TF1.
- La journée nationale des véhicules d'époque : depuis 2017, plus de 400 véhicules de collection investissent les rues de la ville lors de la Journée Nationale des Véhicules d’Époque pour le plus grand rassemblement de ce type en Auvergne et attire plus de 7.000 visiteurs. Encore en 2024, la septième édition a accueilli plus de 500 véhicules anciens[21].
- Le Festival des Métiers d'Art : depuis 2014, entre 35 et 50 artisans d’art, triés sur le volet, présentent, pendant 3 jours au mois d'août, leur collection et leur savoir-faire dans les boutiques vides de la cité, le pavillon des halles et sous chapiteaux. Animations musicales, démonstrations, ateliers, conférences... sont au programme de cette manifestation dont la qualité et le succès ont permis à la ville d’obtenir le label Ville et Métiers d’Art en 2019.

## Économie
La société Imerys dispose à Murat d'un des trois sites de transformation de la diatomite en France. Celle-ci est extraite à ciel ouvert du gisement de diatomite de Foufouilloux située sur la commune de Virargues. L'usine emploie une quarantaine de personnes à Murat.
La ville de Murat compte près de 325 entreprises implantées sur la commune.

## Culture locale et patrimoine

### Lieux et monuments
La ville de Murat conserve aujourd’hui les vestiges de son riche passé et ne compte pas moins de onze édifices classés. Zoom sur quelques lieux incontournables de la commune :
- Collégiale Notre-Dame des Oliviers :  En 1350, Dieudonné de Canilhas, évêque de Saint-Flour fonde une congrégation de prêtres et obtient l’autorisation de bâtir une église en 1380. Ravagée par un incendie dû à la foudre en 1493, elle fut reconstruite et agrandie par des chapelles. En 1732, la paroisse obtient enfin son indépendance après plus de 700 ans de soumission à Bredons. À la Révolution, l’église Saint-Martin est vendue comme bien National et la collégiale, en partie épargnée, devient un temps Temple de la Raison. En 1926, une partie de l’actuelle place Gandilhon Gens d’Armes a été dégagée, une échauguette appartenant à une des maisons démolies a été replacée à gauche du portail sud de l’église. La collégiale de Murat possède, chose étrange dans cette région, un clocher à bulbe datant de 1842.
- Maison de la Faune : La Maison de la Faune est un ancien hôtel particulier du XVIe siècle appartenant à la famille Teilhard de Laterrisse qui s’en sépare en 1822 au profit d’un cousin, Pierre Mayenobe. Il revendra son bien le 7 août 1827 au Département qui y installera le siège de la sous-préfecture où 61 sous-préfets s’y succéderont jusqu’à la suppression du service en 1926. Témoignage architectural historique en plein cœur de Murat, l’édifice ne manque pas d’intérêt : parquets, plafond peint du XVe siècle, plafonds à la française, escalier hélicoïdal ou certains éléments de charpente constitués d’une seule pièce de bois recourbée... La Maison de la Faune mise en régie en 1988 investit les locaux pour regrouper et mettre en valeur une collection de 8 000 coléoptères de France et 800 mammifères et oiseaux naturalisés, présentés dans leur biotope reconstitué.
- Pavillon des Halles : La Halle de Murat est un bel exemple des constructions à charpente métallique. Achevée en 1891, elle fut restaurée en 1988. Sous Napoléon III, on a vu naître ce type de halles, dites « Baltard », car de nouvelles technologies permettaient la production en masse du fer, augmentant ainsi la portée des charpentes.Dans ces halles, une colonne en fonte remplaçait un mur, on gagnait ainsi en emplacement pour le commerce, et élément majeur, le fer était gage de résistance au feu. Autre avantage, il permettait comme on le constate à Murat, de créer de superbes baies vitrées, inédites pour l’époque.
- Rocher de Bonnevie : Surplombant la vieille ville étagée en amphithéâtre, se dresse l’imposant rocher de Bonnevie (avec ses orgues basaltiques parfaitement ordonnées, parmi les plus fines d’Europe) qui portait la forteresse des Vicomtes de Murat détruite en 1633. Le 18 juin 1878, fut érigée la statue de Notre-Dame de la Consolation (actuellement Notre-Dame de Haute-Auvergne), représentant une Vierge à l’Enfant en fonte de 8 mètres de haut et de 13 780 Kg.
- Château d'Anterroches : Construit au Moyen Âge, il a été fortement remanié au  XIXe siècle dans le style troubadour, avec des créneaux, des échauguettes et des fenêtres à meneaux.
- Chapelle Saint-Antoine de Chastel-sur-Murat du XIIe siècle, perchée sur une haute colline dominant le village, depuis laquelle la vue porte sur toute la région environnante. L'édifice est classé au titre des monuments historiques par arrêté du 21 juillet 1947[23].

La localité abrite depuis 1986 le prieuré Sainte-Thérèse de la Communauté Saint-Jean, dont l'un des frères est curé de la paroisse. L'apport majeur du prieuré à la vie locale est l'organisation durant les vacances d'hiver de "camps ski-prière" pour les adolescents, qui attire de quatre à cinq cent jeunes sur la commune, en quatre vagues. D'autres camps, de moindre affluence, sont organisés durant les autres vacances. Le prieuré est aussi chargé des offices catholiques sur la station de ski du Lioran.

### Personnalités liées à la commune
- Jean Oudoul (1833-1896), homme politique né à Murat, maire de Saint-Flour, député du Cantal de 1876 à 1881.
- Maurice Chambon (1889-1915), professeur de grec. Son nom est inscrit au monument aux morts de Murat et au Panthéon dans la liste des 560 écrivains morts pour la France.
- Alice Ferrières (1909-1988), résistante et professeure de mathématiques. Elle a exercé comme professeur de mathématiques au collège pour jeunes filles de Murat. Elle est la première Française à recevoir, en 1964, la médaille des Justes parmi les nations.

### Héraldique
| Blason de Murat | Blason  | D'azur à trois murs en fasce d'argent maçonnés de sable, le premier crénelé de cinq pièces, le deuxième de quatre, le troisième de trois et ouvert du champ. |
| Blason de Murat | Détails | Armes parlantes (murs). Le statut officiel du blason reste à déterminer.                                                                                     |